# Dušan Vemić
Dušan Vemić (serbisch-kyrillisch Душан Вемић; * 17. Juni 1976 in Zadar, SR Kroatien, Jugoslawien) ist ein ehemaliger serbischer Tennisspieler.

## Karriere
Vemić konnte als Doppelspezialist größere Erfolge erzielen, auch wenn ihm ein Titel auf der ATP World Tour verwehrt blieb. Insgesamt 15 Doppel-, aber auch einen Einzeltitel gewann er auf der zweitklassigen Challenger Tour, während er beide ATP-Tour-Finals, die er erreichen konnte, verlor. Bei Grand-Slam-Turniere erreichte er sowohl bei den French Open 2008 als auch bei den Australian Open 2010 das Halbfinale.
Vemić spielte von 1996 bis 2005 für die jugoslawische bzw. die serbische Davis-Cup-Mannschaft. Bei 18 Teilnahmen verbuchte er 20 Siege, davon 11 im Einzel und 9 im Doppel. Bei den Olympischen Spielen 2000 in Sydney trat er unter der Flagge der Bundesrepublik Jugoslawien im Herrendoppel an. Gemeinsam mit Nenad Zimonjić schied er bereits nach einer Niederlage gegen die Franzosen Arnaud Clément und Nicolas Escudé in der ersten Runde aus.

## Erfolge
| Legende (Anzahl der Siege)                       |
| Grand Slam                                       |
| Tennis Masters Cup ATP World Tour Finals         |
| ATP Masters Series ATP World Tour Masters 1000   |
| ATP International Series Gold ATP World Tour 500 |
| ATP International Series ATP World Tour 250      |
| ATP Challenger Tour (16)                         |

### Einzel

#### Turniersiege
| Nr. | Datum              | Turnier | Belag | Finalgegner     | Ergebnis      |
| --- | ------------------ | ------- | ----- | --------------- | ------------- |
| 1.  | 28. September 1997 | Skopje  | Sand  | Clemens Trimmel | 6:3, 6:7, 6:3 |

### Doppel

#### Turniersiege
| Nr. | Datum              | Turnier           | Belag       | Partner                    | Finalgegner                            | Ergebnis          |
| --- | ------------------ | ----------------- | ----------- | -------------------------- | -------------------------------------- | ----------------- |
| 1.  | 13. September 1997 | Budapest          | Sand        | Nebojša Đorđević           | Kornél Bardóczky Miklós Jancsó         | 6:1, 3:6, 6:4     |
| 2.  | 14. Februar 1998   | Wolfsburg         | Teppich (i) | Marat Michailowitsch Safin | Jan-Ralph Brandt Thomas Messmer        | 6:4, 4:6, 6:2     |
| 3.  | 12. Juni 1999      | Weiden (1)        | Sand        | Emilio Benfele Álvarez     | Simon Aspelin Johan Landsberg          | 6:7, 6:2, 6:4     |
| 4.  | 12. August 2000    | Toljatti          | Hartplatz   | Lovro Zovko                | Ionuț Moldovan Juri Schtschukin        | 6:4, 6:4          |
| 5.  | 11. November 2000  | Santiago de Chile | Sand        | Irakli Labadse             | Juan Balcells Germán Puentes           | 6:3, 6:4          |
| 6.  | 8. September 2001  | Aschaffenburg     | Sand        | Aleksandar Kitinov         | Karsten Braasch Franz Stauder          | 6:73, 6:4, 7:66   |
| 7.  | 9. Februar 2002    | Belgrad           | Teppich (i) | Lovro Zovko                | Jaroslav Levinský Tomáš Zíb            | kampflos          |
| 8.  | 15. Juni 2002      | Weiden (2)        | Sand        | Jens Knippschild           | Sergio Roitman Andrés Schneiter        | 7:65, 6:2         |
| 9.  | 6. Mai 2005        | Tunica Resorts    | Sand (i)    | Michael Russell            | Juan Pablo Brzezicki Juan Pablo Guzmán | 7:64, 6:3         |
| 10. | 19. Januar 2008    | Miami             | Sand        | Ilija Bozoljac             | Jean-Julien Rojer Márcio Torres        | 7:5, 6:4          |
| 11. | 24. März 2008      | Sunrise           | Hartplatz   | Janko Tipsarević           | Kristof Vliegen Peter Wessels          | 6:2, 7:65         |
| 12. | 26. April 2008     | Cremona           | Hartplatz   | Eduardo Schwank            | Florin Mergea Horia Tecău              | 6:3, 6:2          |
| 13. | 20. September 2008 | Waco              | Hartplatz   | Alex Bogomolow             | Alberto Francis Nicholas Monroe        | 6:4, 5:7, [10:8]  |
| 14. | 19. Oktober 2008   | Calabasas         | Hartplatz   | Ilija Bozoljac             | Somdev Devvarman Nathan Healey         | 1:6, 6:3, [13:11] |
| 15. | 14. August 2010    | Istanbul          | Hartplatz   | Leoš Friedl                | Brian Battistone Andreas Siljeström    | 7:66, 7:63        |

#### Finalteilnahmen
| Nr. | Datum            | Turnier     | Belag     | Partner        | Finalgegner                | Ergebnis        |
| --- | ---------------- | ----------- | --------- | -------------- | -------------------------- | --------------- |
| 1.  | 3. August 1999   | Kitzbühel   | Sand      | Álex Calatrava | Chris Haggard Peter Nyborg | 3:6, 7:64, 6:74 |
| 2.  | 24. Oktober 2008 | Los Angeles | Hartplatz | Travis Parrott | Rohan Bopanna Eric Butorac | 6:75, 6:75      |